# Sebastian Clemmensen
Sebastian Senna Hounou Clemmensen, född 1 september 2003, är en dansk-togolesisk fotbollsspelare som spelar för IFK Göteborg.

## Klubbkarriär
Clemmensen började spela fotboll i Kastrup BK och gick därefter till FC Köpenhamns ungdomsverksamhet. Sommaren 2020 gick han till B.93:s ungdomslag. Clemmensen debuterade för klubbens A-lag i 2. division den 7 maj 2023 i en 3–0-vinst över AB. Säsongen 2023/2024 gjorde han 10 mål och tre assist på 27 matcher i 1. division samt fyra mål på tre matcher i Danska cupen. Följande säsong gjorde Clemmensen två mål på sju ligamatcher.
I augusti 2024 värvades Clemmensen av Hammarby IF, där han skrev på ett 4,5-årskontrakt. Clemmensen debuterade den 29 augusti 2024 i en 6–1-vinst över IFK Stocksund i Svenska cupen, där han blev inbytt i halvtid mot Jusef Erabi. Clemmensen gjorde allsvensk debut den 22 september 2024 i en 0–0-match mot IF Elfsborg, där han blev inbytt i den 84:e minuten mot Bazoumana Touré.
I februari 2025 värvades Clemmensen av IFK Göteborg, där han skrev på ett fyraårskontrakt.

## Landslagskarriär
Clemmensen har en togolesisk mor och en dansk far och kan representera både Danmarks och Togos landslag. I januari 2024 blev han för första gången uttagen i Togos U23-landslag till en turnering i Förenade arabemiraten.